# 海威
海威（1974年1月20日－1997年4月21日），是一头雌性殺人鯨，身長5.15米，體重202公斤。
「海威」姓名源自於1979年舉辦的殺人鯨命名比賽，市民馮源沾提議的「海威」為首名，其次是「冰寶」。
海威在冰島出生，1979年1月28日到達香港海洋公園，擅長表演「凌空飛身頂球」。在生時每日表演3場，每星期20場。表演18年間，超過5,600萬名觀眾人次欣賞。
1989年4月，公園引入5歲日本殺人鯨「皇子」給海威配種，但皇子後來因感染急性肺炎，導致呼吸系統衰竭，經園方評估後於1991年7月10日進行安樂死，享年7歲。
海威曾於1992年在電影「戰神傳說」演出，與劉德華合作。
海威於1997年4月21日因急性腸出血逝世，享年23歲，海威逝世後被證實因患上大腸癌而導致腸出血。
都市傳說指出，海威的白骨存放於香港島石澳半島最南端的鶴咀海岸保護區內。事實上那是一條於1955年在維多利亞港擱淺的長鬚鯨，與海威是完全不同的品種，並由香港大學安置在該處。
當時海洋公園的獸醫透露，海威可能感染病毒，該病毒可以由動物傳給人類，所以為安全起見，當時園方將殺人鯨經解剖後就直接焚化，沒有留下全屍。

## 參與電影
- 戰神傳說

## 外部連結
- 殺人鯨與海威 （页面存档备份，存于）
- 舊景新情 -- 殺人鯨「海威」 （页面存档备份，存于）
- (圖片)鶴咀海岸保護區內的海威骨架標本 （页面存档备份，存于）